# Tyler Wright
Tyler Wright, född 6 april 1973 i Kamsack, Saskatchewan, är en kanadensisk ishockeyspelare  i NHL. Han draftades som nummer 12 av Edmonton Oilers år 1991. Den 15 november 2005 så byttes han från Mighty Ducks of Anaheim till Columbus Blue Jackets med Francois Beauchemin för Sergej Fjodorov en femte runda draftpick. 